# Романовка (Сокальская городская община)
Романовка (укр. Романівка) — село в Сокальской городской общине Шептицкого района Львовской области Украины.
Население по переписи 2001 года составляло 410 человек. Занимает площадь 0,55 км². Почтовый индекс — 80033. Телефонный код — 3257.